# Dhu l-Fiqar Pascià
Saʿīd Dhū l-Fiqār Pascià (in arabo ﺳﻌﻴﺪ ﺫﻭ ﺍﻟﻔﻘﺎﺭ ﺑﺎﺷﺎ‎?), noto anche come Zulfikar Pasha, Zulfugar Pasha o Zulfiqar Pasha (fl. XIX secolo) è stato due volte Gran Vizir d'Egitto: una prima volta dal 1857 al 1858 e una seconda volta dal 1861 al 1864.
Nel 1882, in occasione della rivolta di ʿOrābī Pascià, fu arrestato dai britannici, ormai di fatto padroni dell'Egitto, ma poco dopo fu nominato ministro della Giustizia.
A Lui si devono l'edificazioni di molti edifici ed infrastrutture dell'epoca. 
Fu poi Gran Ciambellano del Chedivè ʿAbbās Ḥilmī.